# Paternò di Raddusa
I Paternò di Raddusa sono un ramo del Casato dei Paternò di Sicilia, una famiglia principesca Siciliana e, a sua volta, ramo cadetto della casa sovrana dei Barcellona. 
In particolare, i Paternò di Raddusa derivano dalla linea dei Baroni di Imbaccari e si formò nel XVI secolo per l'acquisizione della baronia di Raddusa. Pur essendosi i suoi discendenti fregiatisi del titolo di Marchesi di Manchi di Bilici nel 1808, sono comunque meglio identificati e conosciuti come Baroni Paternò di Raddusa. 
A fine XVIII secolo la linea dei Raddusa, a sua volta, diede origine al ramo dei Paternò Ventimiglia di Spedalotto, il cui titolo principale è quello di Marchese di Regiovanni e Marchese di Spedalotto, pervenuti per via ereditaria dai Ventimiglia.

## Storia
La baronia di Raddusa-Destra, in territorio di Aidone, nel Val di Noto, fu acquisita dai Paternò nel XVI secolo, attraverso il matrimonio di Gianfrancesco Paternò de Podio, figlio di Gualtiero, barone di metà Imbaccari, con la nobildonna Vincenza Fessima, figlia di Antonio, III barone di Raddusa e ultimo esponente maschile del suo casato, che la ebbe in dote maritali nomine per investitura ottenuta il 7 ottobre 1503. Detto Gianfrancesco († post 1532), capostipite del ramo, fu capitano di Catania nel 1498-99, 1508-09 e 1516, capitano d'armi contro il banditismo nel 1508, ispettore delle regie truppe aragonesi a Tripoli nel 1511, milite nelle guerre franco-spagnole nelle Fiandre, che gli valse il titolo di cavaliere ereditario nel 1520 datogli dall'imperatore Carlo V d'Asburgo, capitano d'armi e di guerra a Malta nel 1529-32. Fu padre di Brandano, VI barone di Raddusa.
Un Gianfrancesco Paternò Gotho, VIII barone di Raddusa (1544-1574), figlio di Giovan Battista e nipote di Brandano, fu capitano a guerra di Taormina nel 1570. Padre di Giuseppe Maria, IX barone di Raddusa († 1622), questi con privilegio del re Filippo III di Spagna del 24 febbraio 1602, ebbe la dignità del cavalierato ereditario del Cingolo Militare; fu senatore di Catania  nel 1586-87 e  nel 1597-98. L'11 settembre 1610 ottenne la licentia populandi sul feudo di Baldo con mero e misto imperio. Il figlio Giacinto Maria Paternò Mirabella, X barone di Raddusa (1597-1653), fu paggio d'onore di Filippo III nel 1614, capitano di giustizia di Catania nel 1625-26 e 1639-40, patrizio di Catania nel 1634-35, 1646-47 e 1653-54, senatore di Catania nel 1651-52, alfiere generale della Cavalleria del Regno nel 1636 e capitano d'armi a guerra per il soccorso all'Armata Navale nel 1638. Nel 1635, sul feudo Imbaccari fondò la cittadina di Mirabella, così chiamata in onore alla madre Eleonora Mirabella Giurato.
Vincenzo Paternò Cilestri, XI barone di Raddusa (1623-1678), figlio del predetto Giacinto Maria, fu professore di diritto feudale dal 1641, capitano d'armi a guerra nel 1652, giudice della Gran Corte nel 1654, ambasciatore del Regno di Sicilia a Madrid nel 1670-72. Nel 1639 sposò la nobildonna Eleonora Lago d'Aragona, figlia di Giovanni, cavaliere spagnolo, che gli diede cinque figli e gli portò in dote la baronia di Regalcaccia, con i feudi Bucalesi e Cadeddi. Fattosi sacerdote, nel 1678 era stato designato Vescovo di Patti. Il primogenito Giovanni fu frate gesuita, il secondogenito Giacinto gli succedette nella baronia di Regalcaccia, mentre il terzogenito Francesco Maria ereditò Raddusa. Francesco Maria Paternò Lago, XII barone di Raddusa (1648-1716), fu senatore di Catania nel 1671-73, 1676-77, 1688-89, 1696-97, 1703-04, 1705-06, 1708-09 e 1710-11, capitano d'armi per tutto il Regno di Sicilia nel 1686 e 1693, capitano di giustizia di Catania nel 1686-87, patrizio di Catania nel 1692-93, 1708-09, 1713-14. Fu padre di Vincenzo Maria, natogli dalla seconda moglie Silvia Trigona Marchiafava dei Baroni di Spedalotto.
Vincenzo Maria Paternò Trigona, XIII barone di Raddusa (1680-1749), fu senatore di Catania nel 1706-07, 1708-09, 1715-16, 1721-22, 1723-24, 1725-26, 1726-27, 1727-28 e 1729-30, capitano di giustizia di Catania nel 1725-1726. Sposò Anna Bonajuto Paternò, figlia del nobile Francesco, da cui ebbe un solo figlio, Francesco; come il nonno paterno, anch'egli divenne sacerdote e dal 1748 fu vicario del Vescovo di Catania. Francesco Maria Paternò Bonajuto, XIV barone di Raddusa († 1765), dottore in legge e giudice di Gran Corte civile nel 1735-36 e 1747-48, e della Gran Corte criminale nel 1759-60, per aver sposato nel 1738 la nobildonna Anna Maria Lombardo Lucchesi Palli, figlia di Onofrio, barone di Scala, fece pervenire in dote alla sua famiglia le baronie di Manchi Bilici (che corrisponde all'odierno comune di Marianopoli, in provincia di Caltanissetta) e di Scala. Dal matrimonio nacquero otto figli, tra cui Vincenzo, XV barone di Raddusa († 1808), che con Real privilegio dato il 27 ottobre 1806 ebbe il titolo di I marchese di Manchi Bilici, e Onofrio Emanuele, barone di Spedalotto († 1801), dottore in leggi, da cui ebbe origine il ramo cadetto dei Baroni di Spedalotto.
Francesco Maria Paternò e Paternò Castello, II marchese di Manchi Bilici e XVI barone di Raddusa, figlio di Vincenzo, fu parì del Regno di Sicilia nel 1812. Sposato con Maria Anna Bonanno Chiaramonte Paternò dei Baroni di Rosabia, ebbe quattro figli, di cui il primogenito, Vincenzo, III marchese di Manchi Bilici e XVII barone di Raddusa, fu parì del Regno di Sicilia nel 1848 e gentiluomo di camera del Re delle Due Sicilie. Il ramo primigenio dei Paternò di Raddusa si estinse in linea maschile nel XX secolo con Vincenzo Paternò Alessi, V marchese di Manchi Bilici e XIX barone di Raddusa († 1934), e pertanto alla sua morte gli succedettero nei titoli per diritto agnatizio i cugini Vincenzo (1875-1939), Pietro (1877-1950) e Filippo Paternò Landolina (1881-1954), figli di Giuseppe. Da detto Filippo, VIII marchese di Manchi Bilici e XXII barone di Raddusa, discendono gli attuali membri della famiglia.
Un Gaetano Paternò e Paternò Castello (1879-1949), figlio di Michele e nipote di Vincenzo, III marchese di Manchi Bilici e XVII barone di Raddusa, fu un diplomatico e con Regio Decreto motu proprio dell'8 dicembre 1921, ottenne il titolo di marchese.

## Titoli
I Paternò di Raddusa sono possessori dei seguenti titoli nobiliari:
- Marchese di Manchi di Bilici
- Barone di Raddusa e Destri
- Barone di Rigilifi
- Signore di Marianopoli
- Signore di Scala

## Rami derivati
Paternò Ventimiglia di Spedalotto
Onofrio Emanuele Paternò Lombardo, figlio di Francesco, XIV barone di Raddusa († 1801), dottore in leggi, nel 1784 sposò la nobildonna Maria Antonia Trigona Stagno, figlia di Melchiorre, barone di Spedalotto, ed attraverso questa unione, che lo rese padre di sei figli, conseguì il possesso delle baronie di Spedalotto e Cugno, e di Gallitano, e la signoria di Alzacuda.
Dal predetto Onofrio dei Baroni di Raddusa derivò la linea degli Spedalotto: il figlio Vincenzo Paternò Trigona (1788-1853), sposò la nobildonna Maria Concetta Ventimiglia Moncada (1789-1821), figlia di Luigi, principe di Grammonte, da cui, per eredità acquisì i titoli di Marchese di Regiovanni, Conte di Prades, Barone di Pettineo, Signore di Culiasi, di Gulfo, di Celsi, di Migaido e metà di Scala, di Pionica e di San Martino. L'altro figlio Giuseppe (1794-1874), fu capitano dei Dragoni in Valdemone nel 1812, colonnello degli ussari della Regia Guardia nel 1839, ministro della Guerra e Marina del Regno delle Due Sicile nel 1848-49, segretario di Stato per la Guerra nel  1860, luogotenente generale dell'esercito italiano nel 1861, aiutante di campo del re Vittorio Emanuele II d'Italia nel 1862 e senatore del Regno d'Italia nel 1862. I discendenti assunsero il cognome Paternò Ventimiglia.
La nobildonna Silvia Paternò Bellardo Ferraris (1953-vivente), figlia di Vincenzo, marchese di Regiovanni, nel 1987 ha sposato Amedeo di Savoia-Aosta, duca d'Aosta e pretendente al trono d'Italia.

## Albero genealogico essenziale
Ricavato dall'albero genealogico generale semplificato dei Paternò di Catania (1987).
|                                                                            |                                                                            |                                                                          |                                                                                           |                                                                            |                                                                            |                                                         |                                                           |                                                           |                     |                                                                                      |                                                                                      |                                                       |          |
|                                                                            |                                                                            |                                                                          | Giovan Francesco *? † post 1532 IV barone d'Imbaccari (1500) e I barone di Raddusa (1503) |                                                                            |                                                                            |                                                         |                                                           |                                                           |                     |                                                                                      |                                                                                      |                                                       |          |
|                                                                            |                                                                            |                                                                          |                                                                                           |                                                                            |                                                                            |                                                         |                                                           |                                                           |                     |                                                                                      |                                                                                      |                                                       |          |
|                                                                            |                                                                            |                                                                          |                                                                                           |                                                                            |                                                                            |                                                         |                                                           |                                                           |                     |                                                                                      |                                                                                      |                                                       |          |
|                                                                            |                                                                            | Brandano (Blandinello) †1537 V barone d'Imbaccari, II barone di Raddusa  | Brandano (Blandinello) †1537 V barone d'Imbaccari, II barone di Raddusa                   | ?                                                                          | ?                                                                          |                                                         |                                                           |                                                           |                     |                                                                                      |                                                                                      |                                                       |          |
|                                                                            |                                                                            |                                                                          |                                                                                           |                                                                            |                                                                            |                                                         |                                                           |                                                           |                     |                                                                                      |                                                                                      |                                                       |          |
|                                                                            |                                                                            |                                                                          |                                                                                           |                                                                            |                                                                            |                                                         |                                                           |                                                           |                     |                                                                                      |                                                                                      |                                                       |          |
|                                                                            |                                                                            |                                                                          |                                                                                           | Giambattista †1549 VI barone d'Imbaccari, III barone di Raddusa            |                                                                            |                                                         |                                                           |                                                           |                     |                                                                                      |                                                                                      |                                                       |          |
|                                                                            |                                                                            |                                                                          |                                                                                           |                                                                            |                                                                            |                                                         |                                                           |                                                           |                     |                                                                                      |                                                                                      |                                                       |          |
|                                                                            |                                                                            |                                                                          |                                                                                           |                                                                            |                                                                            |                                                         |                                                           |                                                           |                     |                                                                                      |                                                                                      |                                                       |          |
|                                                                            |                                                                            |                                                                          | Giovan Francesco *1544 †1574 VII barone d'Imbaccari, IV barone di Raddusa                 | Giovan Francesco *1544 †1574 VII barone d'Imbaccari, IV barone di Raddusa  | Prospero · linea baronale di Piraino                                       | Prospero · linea baronale di Piraino                    |                                                           |                                                           |                     |                                                                                      |                                                                                      |                                                       |          |
|                                                                            |                                                                            |                                                                          |                                                                                           |                                                                            |                                                                            |                                                         |                                                           |                                                           |                     |                                                                                      |                                                                                      |                                                       |          |
|                                                                            |                                                                            |                                                                          |                                                                                           |                                                                            |                                                                            |                                                         |                                                           |                                                           |                     |                                                                                      |                                                                                      |                                                       |          |
|                                                                            |                                                                            |                                                                          | Giuseppe Maria †1623                                                                      |                                                                            |                                                                            |                                                         |                                                           |                                                           |                     |                                                                                      |                                                                                      |                                                       |          |
|                                                                            |                                                                            |                                                                          |                                                                                           |                                                                            |                                                                            |                                                         |                                                           |                                                           |                     |                                                                                      |                                                                                      |                                                       |          |
|                                                                            |                                                                            |                                                                          |                                                                                           |                                                                            |                                                                            |                                                         |                                                           |                                                           |                     |                                                                                      |                                                                                      |                                                       |          |
|                                                                            |                                                                            |                                                                          | Giacinto Maria *1547 †1653 IX barone d'Imbaccari e Mirabella, VI barone di Raddusa        |                                                                            |                                                                            |                                                         |                                                           |                                                           |                     |                                                                                      |                                                                                      |                                                       |          |
|                                                                            |                                                                            |                                                                          |                                                                                           |                                                                            |                                                                            |                                                         |                                                           |                                                           |                     |                                                                                      |                                                                                      |                                                       |          |
|                                                                            |                                                                            |                                                                          |                                                                                           |                                                                            |                                                                            |                                                         |                                                           |                                                           |                     |                                                                                      |                                                                                      |                                                       |          |
|                                                                            |                                                                            | Giuseppe Maria *1616 † c.1643 X barone d'Imbaccari                       | Giuseppe Maria *1616 † c.1643 X barone d'Imbaccari                                        |                                                                            | Vincenzo Maria *1623 †1678 VIII barone di Raddusa                          | Vincenzo Maria *1623 †1678 VIII barone di Raddusa       |                                                           |                                                           |                     |                                                                                      |                                                                                      |                                                       |          |
|                                                                            |                                                                            |                                                                          |                                                                                           |                                                                            |                                                                            |                                                         |                                                           |                                                           |                     |                                                                                      |                                                                                      |                                                       |          |
|                                                                            |                                                                            |                                                                          |                                                                                           |                                                                            |                                                                            |                                                         |                                                           |                                                           |                     |                                                                                      |                                                                                      |                                                       |          |
|                                                                            |                                                                            | Gualterio †1699 XI barone d'Imbaccari e Mirabella, VII barone di Raddusa | Gualterio †1699 XI barone d'Imbaccari e Mirabella, VII barone di Raddusa                  | Giacinto · linea di Recalcaccia · (Spinagallo)                             | Giacinto · linea di Recalcaccia · (Spinagallo)                             | Francesco Maria IX barone di Raddusa e di Destra (1657) | Francesco Maria IX barone di Raddusa e di Destra (1657)   |                                                           |                     |                                                                                      |                                                                                      |                                                       |          |
|                                                                            |                                                                            |                                                                          |                                                                                           |                                                                            |                                                                            |                                                         |                                                           |                                                           |                     |                                                                                      |                                                                                      |                                                       |          |
|                                                                            |                                                                            |                                                                          |                                                                                           |                                                                            |                                                                            |                                                         |                                                           |                                                           |                     |                                                                                      |                                                                                      |                                                       |          |
|                                                                            | Giuseppe                                                                   | Giuseppe                                                                 | Francesco Maria †1714                                                                     | Francesco Maria †1714                                                      | Vincenzo Maria *1680 X barone di Raddusa (1702)                            | Vincenzo Maria *1680 X barone di Raddusa (1702)         | Francesco Maria *1695 †1765 XI barone di Raddusa e Destra | Francesco Maria *1695 †1765 XI barone di Raddusa e Destra |                     |                                                                                      |                                                                                      |                                                       |          |
|                                                                            |                                                                            |                                                                          |                                                                                           |                                                                            |                                                                            |                                                         |                                                           |                                                           |                     |                                                                                      |                                                                                      |                                                       |          |
|                                                                            |                                                                            |                                                                          |                                                                                           |                                                                            |                                                                            |                                                         |                                                           |                                                           |                     |                                                                                      |                                                                                      |                                                       |          |
|                                                                            |                                                                            |                                                                          |                                                                                           | Vincenzo Maria XII barone di Raddusa e Destra, I marchese di Manchi (1806) | Vincenzo Maria XII barone di Raddusa e Destra, I marchese di Manchi (1806) |                                                         |                                                           |                                                           |                     |                                                                                      | Onofrio Emanuele · linea marchionale degli Spedalotto                                | Onofrio Emanuele · linea marchionale degli Spedalotto |          |
|                                                                            |                                                                            |                                                                          |                                                                                           |                                                                            |                                                                            |                                                         |                                                           |                                                           |                     |                                                                                      |                                                                                      |                                                       |          |
|                                                                            |                                                                            |                                                                          |                                                                                           |                                                                            |                                                                            |                                                         |                                                           |                                                           |                     |                                                                                      |                                                                                      |                                                       |          |
|                                                                            |                                                                            |                                                                          |                                                                                           | Francesco Maria XIII barone di Raddusa e Destra (1809)                     | Francesco Maria XIII barone di Raddusa e Destra (1809)                     |                                                         |                                                           |                                                           |                     | Vincenzo                                                                             | Vincenzo                                                                             | Giuseppe                                              | Giuseppe |
|                                                                            |                                                                            |                                                                          |                                                                                           |                                                                            |                                                                            |                                                         |                                                           |                                                           |                     |                                                                                      |                                                                                      |                                                       |          |
|                                                                            |                                                                            |                                                                          |                                                                                           |                                                                            |                                                                            |                                                         |                                                           |                                                           |                     |                                                                                      |                                                                                      |                                                       |          |
|                                                                            |                                                                            |                                                                          |                                                                                           | Vincenzo Maria XIV barone di Raddusa e Destra (1843)                       | Vincenzo Maria XIV barone di Raddusa e Destra (1843)                       |                                                         |                                                           |                                                           |                     | Ettore                                                                               | Ettore                                                                               |                                                       |          |
|                                                                            |                                                                            |                                                                          |                                                                                           |                                                                            |                                                                            |                                                         |                                                           |                                                           |                     |                                                                                      |                                                                                      |                                                       |          |
|                                                                            |                                                                            |                                                                          |                                                                                           |                                                                            |                                                                            |                                                         |                                                           |                                                           |                     |                                                                                      |                                                                                      |                                                       |          |
| Francesco Maria †1889 XV barone di Raddusa e Destra, IV marchese di Manchi | Francesco Maria †1889 XV barone di Raddusa e Destra, IV marchese di Manchi |                                                                          |                                                                                           | Giuseppe †1890                                                             | Giuseppe †1890                                                             |                                                         |                                                           | Michele                                                   | Michele             | Vincenzo · dal quale discende:                                                       | Vincenzo · dal quale discende:                                                       |                                                       |          |
|                                                                            |                                                                            |                                                                          |                                                                                           |                                                                            |                                                                            |                                                         |                                                           |                                                           |                     |                                                                                      |                                                                                      |                                                       |          |
|                                                                            |                                                                            |                                                                          |                                                                                           |                                                                            |                                                                            |                                                         |                                                           |                                                           |                     |                                                                                      |                                                                                      |                                                       |          |
| Vincenzo Maria †1934 XVI barone di Raddusa, V marchese di Manchi           | Vincenzo Maria †1934 XVI barone di Raddusa, V marchese di Manchi           | Vincenzo *1875 †1929 I barone di Rigilifi                                | Vincenzo *1875 †1929 I barone di Rigilifi                                                 | Pietro XVII barone di Raddusa e Destra, VI marchese di Manchi              | Pietro XVII barone di Raddusa e Destra, VI marchese di Manchi              | Filippo                                                 | Filippo                                                   | Gaetano *1879 †1949                                       | Gaetano *1879 †1949 | Silvia di Spedalotto, di Vincenzo, di Achille ⚭ Amedeo di Savoia-Aosta, duca d'Aosta | Silvia di Spedalotto, di Vincenzo, di Achille ⚭ Amedeo di Savoia-Aosta, duca d'Aosta |                                                       |          |